# Havernas
Havernas és un municipi francès situat al departament del Somme i a la regió dels Alts de França. L'any 2007 tenia 368 habitants.

## Demografia

### Població

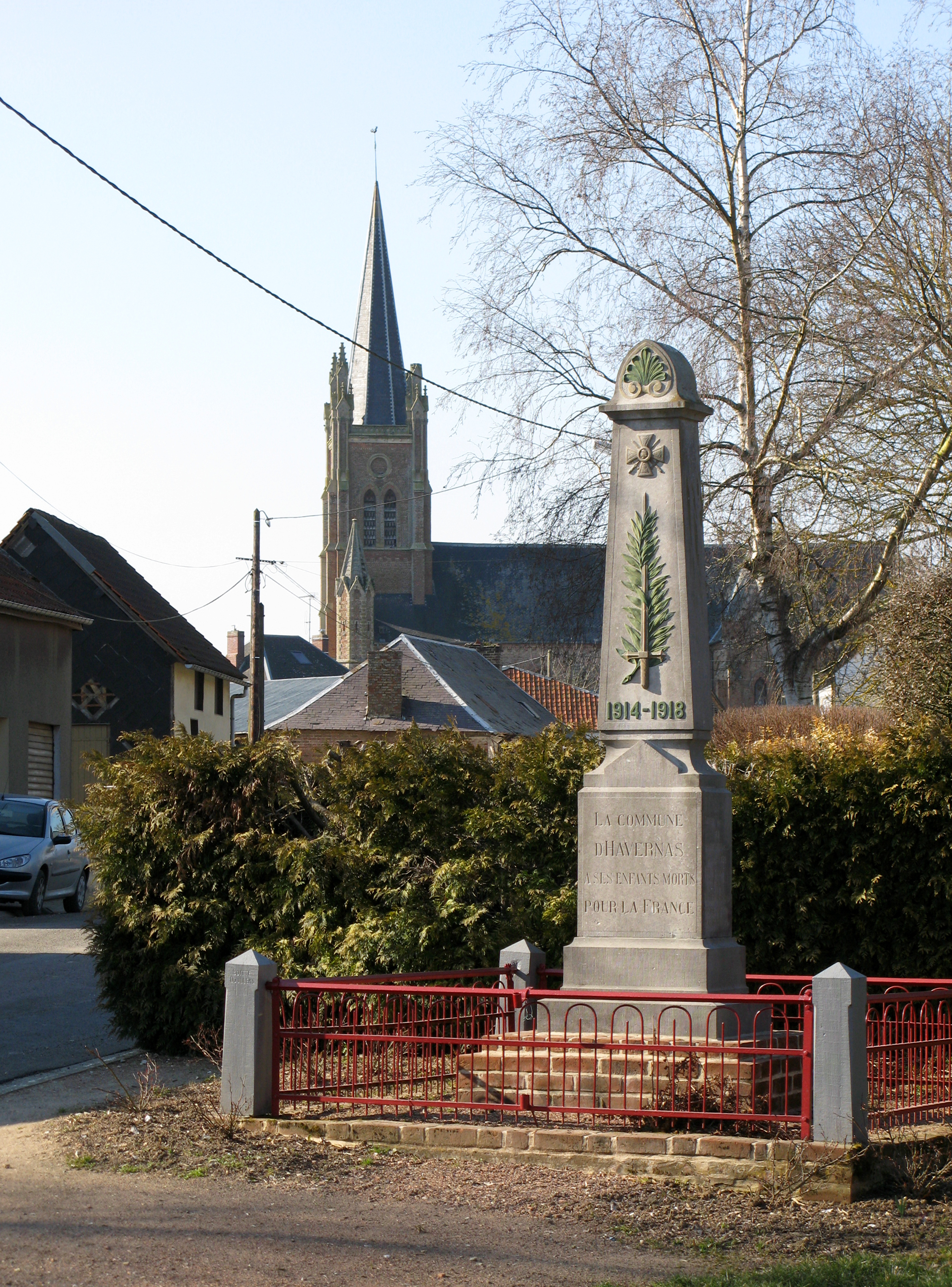
església

El 2007 la població de fet de Havernas era de 368 persones. Hi havia 128 famílies de les quals 22 eren unipersonals (11 homes vivint sols i 11 dones vivint soles), 44 parelles sense fills i 62 parelles amb fills.
La població ha evolucionat segons el següent gràfic:
Habitants censats

### Habitatges
El 2007 hi havia 142 habitatges, 131 eren l'habitatge principal de la família, 3 eren segones residències i 7 estaven desocupats. Tots els 142 habitatges eren cases. Dels 131 habitatges principals, 124 estaven ocupats pels seus propietaris, 6 estaven llogats i ocupats pels llogaters i 2 estaven cedits a títol gratuït; 3 tenien dues cambres, 12 en tenien tres, 35 en tenien quatre i 82 en tenien cinc o més. 113 habitatges disposaven pel capbaix d'una plaça de pàrquing. A 34 habitatges hi havia un automòbil i a 90 n'hi havia dos o més.

### Piràmide de població

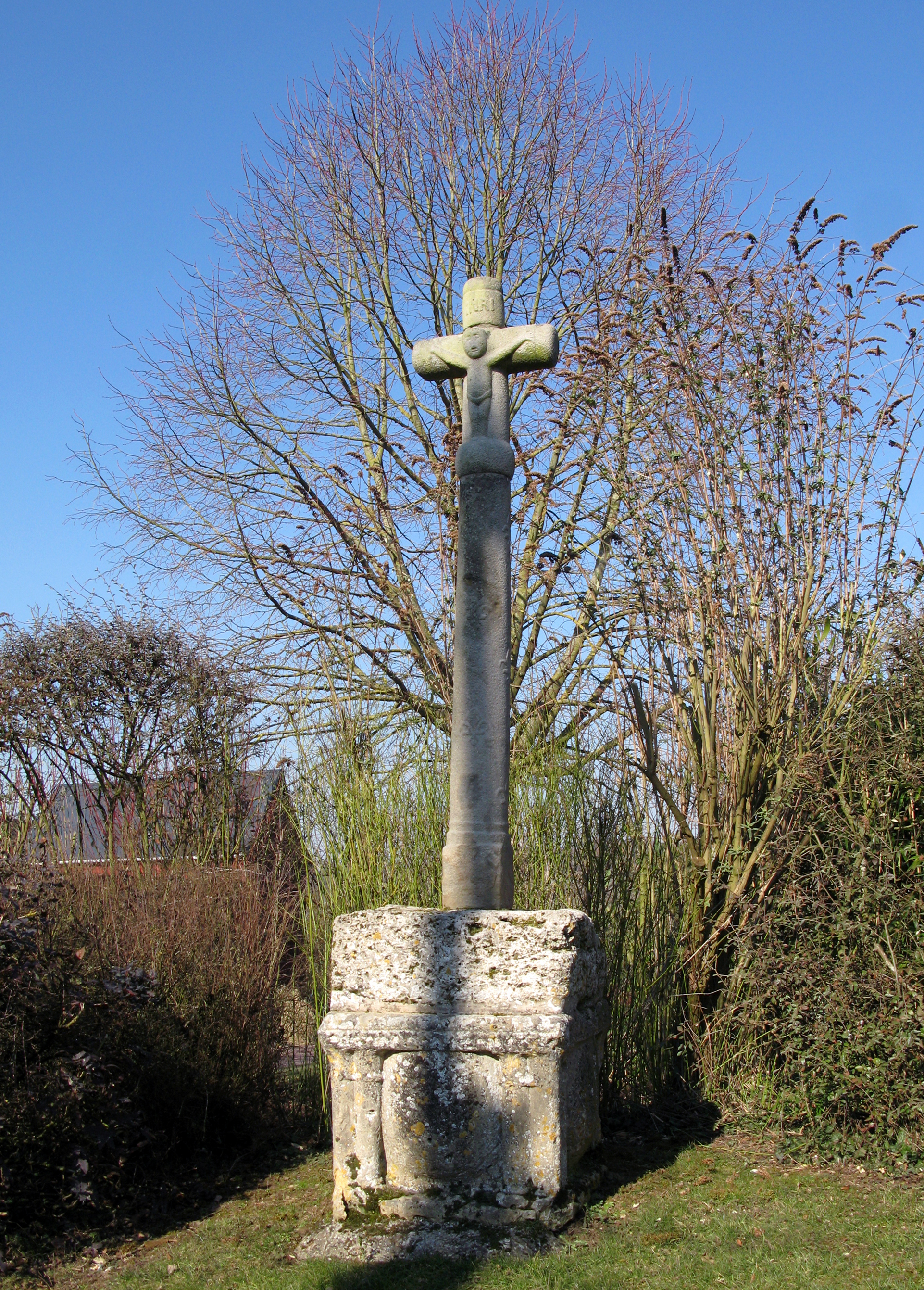

La piràmide de població per edats i sexe el 2009 era:
| Homes | Edats   | Dones |
| ----- | ------- | ----- |
| 0     | 95 o +  | 4     |
| 0     | 90 a 94 | 0     |
| 0     | 85 a 89 | 0     |
| 0     | 80 a 84 | 0     |
| 4     | 75 a 79 | 0     |
| 12    | 70 a 74 | 8     |
| 8     | 65 a 69 | 0     |
| 4     | 60 a 64 | 4     |
| 8     | 55 a 59 | 0     |
| 4     | 50 a 54 | 12    |
| 32    | 45 a 49 | 24    |
| 12    | 40 a 44 | 20    |
| 28    | 35 a 39 | 16    |
| 8     | 30 a 34 | 20    |
| 8     | 25 a 29 | 0     |
| 4     | 20 a 24 | 12    |
| 8     | 15 a 19 | 24    |
| 36    | 10 a 14 | 8     |
| 8     | 5 a 9   | 20    |
| 12    | 0 a 4   | 0     |

## Economia
El 2007 la població en edat de treballar era de 263 persones, 191 eren actives i 72 eren inactives. De les 191 persones actives 180 estaven ocupades (96 homes i 84 dones) i 10 estaven aturades (6 homes i 4 dones). De les 72 persones inactives 24 estaven jubilades, 34 estaven estudiant i 14 estaven classificades com a «altres inactius».

### Ingressos
El 2009 a Havernas hi havia 141 unitats fiscals que integraven 414 persones, la mediana anual d'ingressos fiscals per persona era de 21.563 €.

### Activitats econòmiques
Dels 6 establiments que hi havia el 2007, 2 eren d'empreses de construcció, 1 d'una empresa de comerç i reparació d'automòbils, 1 d'una empresa de serveis i 2 d'entitats de l'administració pública.
L'únic servei als particulars que hi havia el 2009 era un guixaire pintor.
L'any 2000 a Havernas hi havia 5 explotacions agrícoles que ocupaven un total de 540 hectàrees.

## Equipaments sanitaris i escolars
El 2009 hi havia una escola elemental integrada dins d'un grup escolar amb les comunes properes formant una escola dispersa.

## Poblacions més properes
El següent diagrama mostra les poblacions més properes.